# Locos de verano (película)
Locos de verano es una película argentina estrenada el 25 de febrero de 1942 dirigida por Antonio Cunill Cabanellas, Tito Davison y Carlos Hugo Christensen basada en la obra teatral del mismo nombre de Gregorio de Laferrère (Buenos Aires, 8 de marzo de 1867 - 30 de noviembre de 1913) que se  había estrenado el 6 de mayo de 1905. La película tuvo como protagonistas principales a Eva Franco, Enrique Serrano, Irma Córdoba y Arturo García Buhr.

## Sinopsis
Se trata de una comedia que gira en torno de las vicisitudes de los integrantes de una familia porteña frente a su bancarrota económica y de la actitud de cada uno de ellos en la emergencia.

## Reparto
Intervinieron en el filme los siguientes intérpretes:
- Guillermo Battaglia ... Don Pepe
- Olimpio Bobbio ... Antonio
- Irma Córdoba ... Elena Gómez
- Darío Cossier
- Florindo Ferrario ... Arturo Gómez
- Isabel Figlioli ... Ángela (mucama)
- Eva Franco ... Lucía
- Arturo García Buhr ... Enrique Gómez
- Rosa Martín
- Iris Martorell ... Doña Rosario
- José Olarra ... Ramón Gómez
- Alfonso Pisano
- Benita Puértolas ... Mariana (cocinera)
- María Santos ... Sofía Gómez
- Semillita ... Tito Gómez
- Enrique Serrano ... tío Severo
- Enrique Vico Carré

## Críticas
El crítico de cine Calki escribió que en el cine la obra de teatro conservaba su eficacia en tanto que la crónica del diario La Nación destacaba "la falta de liberación de las ligaduras teatrales y por consiguiente la escasa sensación de auténtico ambiente -ya que el color ... del 900 sólo se obtiene en forma exterior y con acentuación a veces caricaturesca".
Según otra opinión la película proporciona una "visión del Buenos Aires de antaño a través de un clásico de la literatura, cuidadosamente teatral, con un ritmo sostenido, algunos toques graciosos y mucho de sainete".